# Sinasih
Sinasih is een bestuurslaag in het regentschap Simalungun van de provincie Noord-Sumatra, Indonesië. Sinasih telt 624 inwoners (volkstelling 2010).